# Dlamini III.
Dlamini III. (auch: Hlubi) ist der letzte der alten Stammesfürsten (tiNgwenyama) der Swasi, der sein Volk ungefähr von 1720 bis 1744 führte. Er war der Vater von Ngwane III., dem ersten König des modernen Swasiland (heute Eswatini). Hlubi gilt als das Bindeglied zwischen den Siedlungen der Swasi im Gebiet der Maputo-Bucht und dem heutigen Königreich. Er siedelte sein Anhänger in der Nähe des Pongola an, wo dieser die Lebomboberge durchbricht. Die frühen Swasi wanderten zusammen mit den Ndwandwe, zu denen sie enge Verwandtschaftsbeziehungen unterhielten.
Dlaminis Nachfolger wurde Ngwane III., sein Sohn, den er mit Königin LaYaka Ndwandwe hatte.